# Syuri
Shuri Kondō (近藤 朱里?, Kondō Shuri; Ebina, 8 febbraio 1989) è una wrestler, kickboxer e artista marziale mista giapponese.
Ha iniziato la propria carriera nella promozione giapponese Hustle, utilizzando il ring name KG (Karate Girl). Successivamente ha militato nelle federazioni Smash, dove è stata l'ultima detentrice del Smash Diva Championship, e Wrestling New Classic (WNC), dove ha detenuto in due occasioni il WNC Women's Championship. Affermatasi poi con il ring name Syuri (朱里?, Shuri), fino al marzo 2016 ha combattuto nell'organizzazione Reina Joshi Puroresu, dove ha vinto un Reina World Women's Championship, un CMLL-Reina International Championship e un Reina World Tag Team Championship. Vanta un'esperienza anche con la promozione messicana Consejo Mundial de Lucha Libre (CMLL), dove è stata detentrice del CMLL World Women's Championship.
Parallelamente alla carriera nel wrestling, è entrata anche nel mondo dello shoot boxing, del kickboxing e delle arti marziali miste. A partire dal 2009 ha iniziato a competere come kickboxer nella promozione Krush, divenendone campionessa inaugurale nel marzo 2014. Utilizzando le proprie conoscenze nel karate, nell'aprile 2016 ha poi fatto il suo ingresso nella promozione giapponese di MMA Pancrase, dove è stata la prima campionessa dei pesi paglia. Nel settembre 2007 ha invece firmato per la Ultimate Fighting Championship.

## Biografia
Shuri Kondō nasce a Ebina l'8 febbraio 1989, da padre giapponese e madre filippina. Da bambina coltiva una spiccata passione per il karate, ottenendo numerosi titoli sportivi in tale disciplina, oltre a dimostrare buone abilità nell'atletica leggera e nel tennis.
Dopo aver terminato il proprio percorso di studi lavora come modella per riviste di moda e come comparsa in alcuni film locali.

## Carriera nelle arti marziali miste

### Ultimate Fighting Championships
Dopo aver espresso il suo interesse nel divenire campionessa mondiale nelle arti marziali miste, nell'estate del 2017 la Kondō annuncia il proprio ingresso nella Ultimate Fighting Championship. Il suo debutto è quasi immediato e avviene il 23 settembre dello stesso anno a UFC Fight Night 117 contro la giovane sudcoreana Jeon Chan-mi; la lottatrice nipponica riuscirà ad imporsi via decisione non unanime dopo tre riprese combattute.

## Risultati nelle arti marziali miste
| Risultato | Record | Avversaria             | Metodo                  | Evento                                 | Data              | Round | Tempo | Città             | Note                                               |
| --------- | ------ | ---------------------- | ----------------------- | -------------------------------------- | ----------------- | ----- | ----- | ----------------- | -------------------------------------------------- |
| Vittoria  | 6–0    | Jeon Chan-mi           | Decisione (non unanime) | UFC Fight Night: Saint Preux vs. Okami | 23 settembre 2017 | 3     | 5:00  | Saitama, Giappone |                                                    |
| Vittoria  | 5–0    | Kinberly Tanaka Novaes | Decisione (unanime)     | Pancrase 287                           | 28 maggio 2017    | 3     | 5:00  | Tokyo, Giappone   | Vince il titolo femminile dei pesi paglia Pancrase |
| Vittoria  | 4–0    | Minna Grusander        | Decisione (unanime)     | Pancrase 284                           | 5 febbraio 2017   | 3     | 5:00  | Tokyo, Giappone   |                                                    |
| Vittoria  | 3–0    | Sharma Devaiah         | KO tecnico (pugni)      | Pancrase 282                           | 13 novembre 2016  | 1     | 3:38  | Tokyo, Giappone   |                                                    |
| Vittoria  | 2–0    | Nicolle Caliari        | Decisione (unanime)     | Pancrase 279                           | 24 luglio 2016    | 3     | 5:00  | Tokyo, Giappone   |                                                    |
| Vittoria  | 1–0    | Kanna Asakura          | Decisione (unanime)     | Pancrase 277                           | 24 aprile 2016    | 3     | 5:00  | Tokyo, Giappone   |                                                    |

## Titoli e riconoscimenti
- Oz Academy
  - Oz Academy Tag Team Championship (1) – con Hikaru Shida
- Pro Wrestling Wave
  - Catch the Wave Best Bout Award (2012) - contro Ayumi Kurihara il 24 giugno[10]
- Reina Joshi Puroresu
  - CMLL World Women's Championship (1)[7]
  - CMLL-Reina International Championship (1)[7]
  - ECCW Women's Championship (1)
  - Reina World Tag Team Championship (2) – con Hikaru Shida (1) e Silueta (1)
  - Reina World Women's Championship (1)[7]
- Sendai Girls' Pro Wrestling
  - Sendai Girls World Tag Team Championship (1) – con Hikaru Shida
- Smash
  - Smash Diva Championship (1)[4][7]
- Wrestling New Classic
  - WNC Women's Championship (2)[7]
  - WNC Women's Championship Tournament (2012)[7]
- World Wonder Ring Stardom
  - World of Stardom Championship (1)
  - SWA World Championship (1)
  - Goddess of Stardom Championship (1) con Giulia (1)
  - 5☆Star GP (2021)
- Pro Wrestling Illustrated
  - 1ª tra le 100 migliori wrestler femminili nella PWI Women's 150 (2022)[11]
- Altri titoli
  - Queen of the Ring Championship (1)[1]